# Monika Pink
Monika Pink (* 20. Oktober 1982 in Burghausen) ist eine deutsche Eishockeyspielerin, die seit 2001 für den ESC Planegg in der Fraueneishockey-Bundesliga spielt.

## Karriere
Monika Pink spielt seit 1997 für den ESC Planegg. Ab der Saison 2001/02 kam sie für die Frauenmannschaft des ESCP in der Fraueneishockey-Bundesliga zum Einsatz. Mit dem ESC Planegg gewann sie in der Folge mehrere deutsche Meistertitel sowie die Meisterschaft der Elite Women’s Hockey League 2009/10 und den EWHL Supercup 2011/12.
2008 nahm sie mit der Nationalmannschaft an der Olympiaqualifikation teil. Bei der Frauen-Weltmeisterschaft der Division 2009 debütierte sie für das Frauen-Nationalteam bei einer Weltmeisterschaft und belegte mit ihrer Mannschaft den zweiten Platz.

## Erfolge und Auszeichnungen
| - 2006 Deutscher Vizemeister mit dem ESC Planegg - 2007 Deutscher Vizemeister mit dem ESC Planegg - 2008 Deutscher Meister mit dem ESC Planegg - 2009 Deutscher Vizemeister mit dem ESC Planegg - 2010 Gewinn der Elite Women’s Hockey League mit dem ESC Planegg - 2010 Deutscher Vizemeister mit dem ESC Planegg - 2011 Deutscher Meister mit dem ESC Planegg | - 2012 Gewinn des EWHL Super Cups mit dem ESC Planegg - 2012 Gewinn des DEB-Pokals mit dem ESC Planegg - 2012 Deutscher Meister mit dem ESC Planegg - 2013 Deutscher Meister mit dem ESC Planegg - 2014 Deutscher Meister mit dem ESC Planegg - 2015 Deutscher Meister mit dem ESC Planegg - 2016 Deutscher Vizemeister mit dem ESC Planegg |

## Karrierestatistik
(Legende zur Spielerstatistik: Sp oder GP = absolvierte Spiele; T oder G = erzielte Tore; V oder A = erzielte Assists; Pkt oder Pts = erzielte Scorerpunkte; SM oder PIM = erhaltene Strafminuten; +/− = Plus/Minus-Bilanz; PP = erzielte Überzahltore; SH = erzielte Unterzahltore; GW = erzielte Siegtore; 1 Play-downs/Relegation; Kursiv: Statistik nicht vollständig)